# 슐란체
슐란체 (슬로바키아어: Šúľance)는 계란, 밀가루, 소금, 삶은 감자와 간 감자로 만든 슬로바키아 요리이다. 슐란체는 종종 설탕이나 양귀비 씨와 함께 먹는다. 요리의 이름은 šúlát라는 '말다' 의미가 있는 슬로바키아 단어에서 유래했다.